# Мацусіма (авіабаза)
Авіабаза Мацусіма (яп. 松島基地, за Гепб. Matsushima Kichi) (ICAO: RJST) — військовий аеродром Японських повітряних сил самооборони, розташований у Хіґасі-Мацусімі в 12 км на захід від Ісіномакі у префектурі Міяґі, Японія.
База містить штаб-квартиру 4-го авіакрила і в основному використовується для розміщення і тренувань 21-ї навчально-винищувальної ескадрильї, оснащеної винищувачами Mitsubishi F-2B. Також це домашня база пілотажної команди ВПС Японії «Блакитний Імпульс».

## Історія

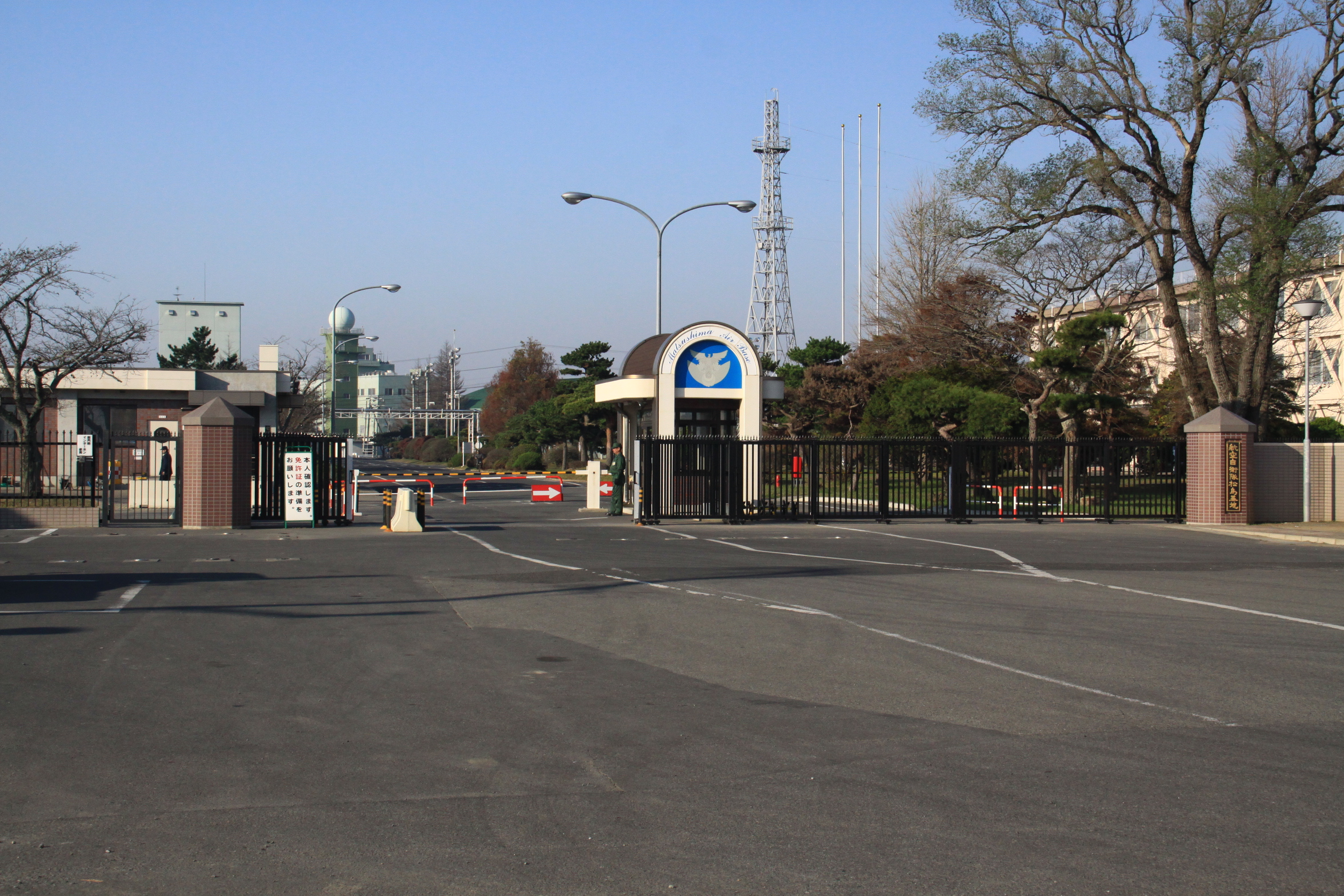
Головний вхід.

Аеродром був заснований 7 червня 1937 року як база авіації Імператорського флоту Японії під час Другої японо-китайської війни. Військово-морська авіагрупа Мацусіми була підрозділом берегового базування, оснащеним бомбардувальниками Mitsubishi G3M і Mitsubishi G4M та брала участь у битві за Окінаву під час Другої світової війни. На завершальному етапі війни база пережила п'ять бомбардувань: 14 липня, 15 липня, 17 липня, 9 серпня та 10 серпня 1945 року.
У 1954 році на аеродромі почалися тренування новостворених Японських повітряних сил самооборони почалися з використанням навчально- тренувальних літаків North American T-6 Texan.
У 1971 році літак North American F-86 Sabre, який виконував навчальний політ з цієї бази, зіткнувся з пасажирським літаком рейсу 58 авіакомпанії All Nippon Airways, внаслідок чого загинуло 162 людини. 
Під час землетрусу та цунамі Тохоку в 2011 році база була затоплена морською водою, внаслідок чого були пошкоджені або знищені вісімнадцять Mitsubishi F-2B, що належали 21-й ескадрильї, а також інші літаки.  Ремонт бази було завершено на початку 2013 року.

## Використання
На аеродромі базуються:
- 21 ескадрилья 4-го крила, яка проводить підготовку пілотів F-2B
- 11 ескадрилья 4-го крила (пілотажна група «Блакитний Імпульс»)
- Пошуково-рятувальна ескадрилья

Крім того, оскільки аеродром розташований між іншими базами в регіоні Канто (авіабази Хякурі та Місава в префектурі Аоморі), він використовується як альтернативна посадкова база для літаків у негоду.